# Bouée
Bouée (bretonsko Bozeg) je naselje in občina v francoskem departmaju Loire-Atlantique regije Loire. Leta 2012 je naselje imelo 892 prebivalcev.

## Geografija
Kraj leži v pokrajini Bretaniji na pol poti, 38 km vzhodno od Saint-Nazaira in 38 km severozahodno od Nantesa.

## Uprava
Občina Bouée skupaj s sosednjimi občinami Blain, Bouvron, Campbon, La Chapelle-Launay, Cordemais, Le Gâvre, Lavau-sur-Loire, Malville, Prinquiau, Quilly, Saint-Étienne-de-Montluc, Savenay in Le Temple-de-Bretagne sestavlja kanton Blain; slednji se nahaja v okrožju Saint-Nazaire.

## Zanimivosti
- Cerkev Marijinega Brezmadežnega spočetja
- Moulin de Rochoux

- cerkev Marijinega Brezmadežnega spočetja iz 14. do 17. stoletja,
- mlin de Rochoux iz zaletka 16.stoletja, francoski zgodovinski spomenik od leta 1982.